# Paraphimose

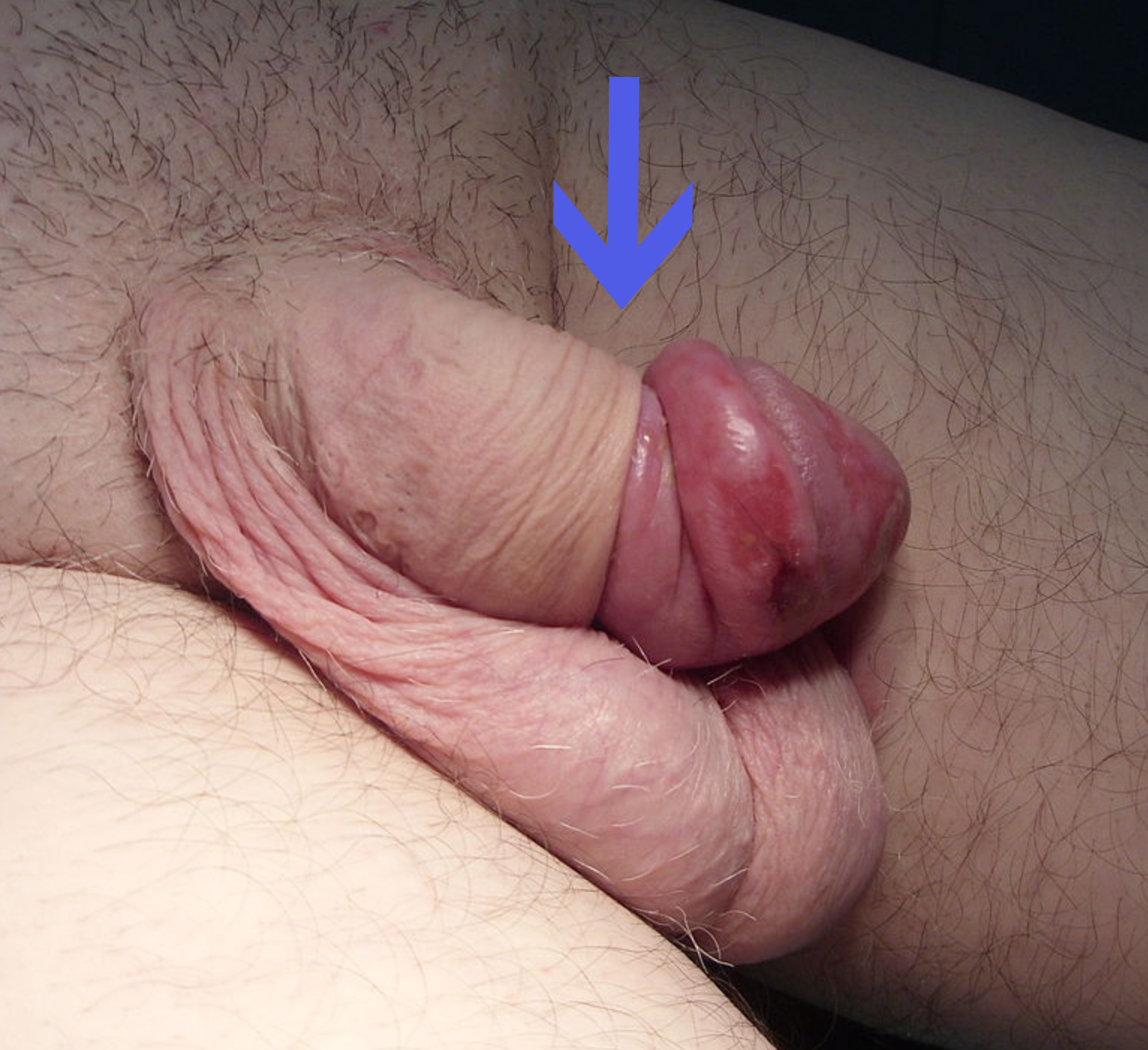
Paraphimose

Paraphimose (auch spanischer Kragen) bezeichnet einen medizinischen Notfall, wenn eine verengte Vorhaut (Phimose) die Eichel des Penis einklemmt. Wird die Vorhaut nicht wieder zurückgestreift, kommt es zu einer ödematösen Schwellung. Die Vorhaut kann so stark anschwellen, dass es zu einer Nekrose der Eichel kommen kann.

## Ursachen
Die Paraphimose entsteht, wenn die gewaltsam zurückgezogene, zu enge Vorhaut hinter der Eichel (Glans) einen Schnürring bildet. Ursache einer solchen Einschnürung ist häufig eine nicht fachgerechte medizinische oder pflegerische Manipulation am Penis, beispielsweise nach dem Legen eines transurethralen Blasendauerkatheters, wenn vergessen wurde, die Vorhaut wieder über die Eichel zurückzustreifen; oder beim Versuch der manuellen Beseitigung einer fälschlich diagnostizierten Phimose bei Kindern. Eine Paraphimose kann auch während oder nach dem Geschlechtsverkehr oder bei der Selbstbefriedigung entstehen.

## Symptomatik
Durch die Paraphimose werden zunächst die weiter außen liegenden venösen Gefäße und damit der Blutabstrom abgeschnürt. Es entsteht eine hoch schmerzhafte, ödematöse Schwellung der Vorhaut und der Eichel durch Einlagerung von Gewebsflüssigkeit. Dadurch wird auch tiefer liegendes Gewebe zusammengedrückt, wo sich arterielle Blutgefäße befinden. So wird im weiteren Verlauf der arterielle Blutzufluss beeinträchtigt und eventuell sogar unterbrochen. Unbehandelt führt diese Durchblutungsstörung zu einem Absterben des Gewebes der Eichel (Glansgangrän).

## Therapie
Behandelt wird die Paraphimose zunächst durch einen Repositionsversuch durch einen Arzt, am besten einen Urologen mit Erfahrung. Hierbei wird nach Ausdrücken der Gewebsflüssigkeit in der Penisvorhaut mit sanfter Gewalt versucht, die Vorhaut über die Eichel zurückzustreifen. Dabei gelingt es dem Arzt fast immer, nach einigen Minuten des korrekten Ausdrückens, die Vorhaut wieder über die Eichel zu schieben. Ist die Behandlung zu schmerzhaft, setzt der Arzt am Nerv der Peniswurzel Betäubungsmittel ein. Um weitere Paraphimosen zu verhindern bzw. wenn das Repositionieren der Vorhaut scheitert, wird eine Zirkumzision (Beschneidung) in Absprache mit dem Patienten durchgeführt.
Die Zirkumzision wird bei Kindern und Erwachsenen meist ambulant durchgeführt, bei erhöhtem Operationsrisiko durch begleitende Erkrankungen ist auch eine stationäre Therapie möglich.

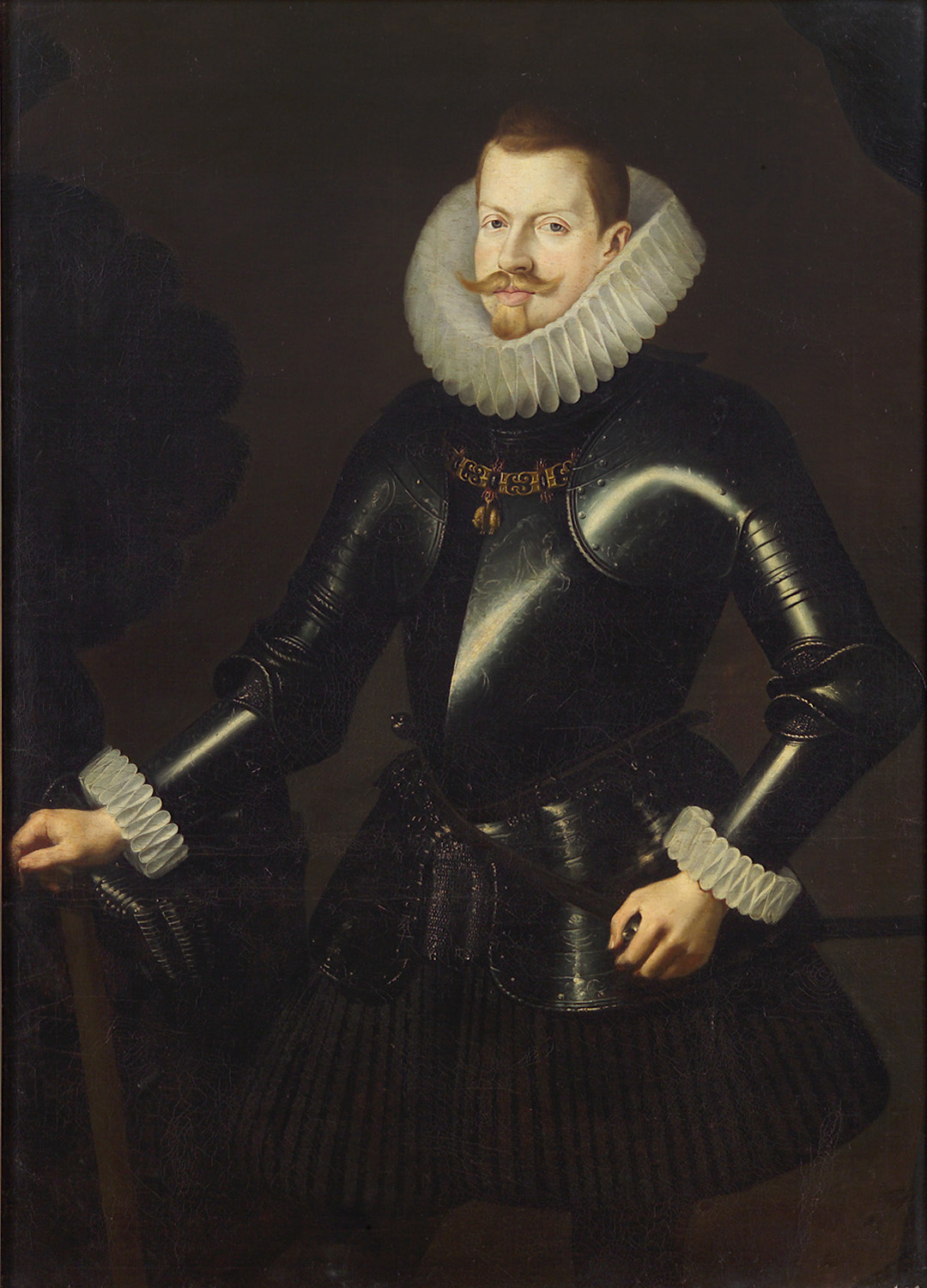
König Philipp III. von Spanien und Portugal mit damals typischem „spanischen Kragen“

## Trivialname „spanischer Kragen“
Die Paraphimose wird in Anlehnung an ihr Aussehen auch „spanischer Kragen“ genannt, „da die Glans auf diesem Kragen ruht wie der Kopf eines spanischen Granden des XV. Jahrhunderts auf der breiten Halskrause“.